# Eurovision Young Musicians 2000
Het Eurovision Young Musicians 2000 was de tiende editie van het muziekfestival en vond plaats op 15 juni 2000 in de Grieg Concert Hall in Bergen. 

## Deelnemende landen
24 landen hebben de intentie gehad om aan het festival deel te nemen, maar slechts acht landen konden zich kwalificeren voor de grote finale.

## Jury
Esa-Pekka Salonen
 Michael Thompson
 Beata Schanda
 Michael Collins
 Boris Kuschnir
 Evelyn Glennie
 Leif Ove Andsnes

## Overzicht

### Finale
| Plaats | Land       | Muzikant             | Instrument |
| ------ | ---------- | -------------------- | ---------- |
| 1      | Polen      | Stanisław Drzewiecki | Piano      |
| 2      | Finland    | Timo-Veikko Valve    | Cello      |
| 3      | Rusland    | Nikolaj Tokarev      | Piano      |
| -      | Frankrijk  | David Guerrier       | Trompet    |
| -      | Hongarije  | Ödön Rácz            | Contrabas  |
| -      | Nederland  | Gwyneth Wentink      | Harp       |
| -      | Noorwegen  | David Coucheron      | Viool      |
| -      | Oostenrijk | Martin Grubinger     | Percussie  |

### Halve finale
| Land                | Artiest              | Instrument | Resultaat      |
| ------------------- | -------------------- | ---------- | -------------- |
| België              | Yossif Ivanov        | Viool      | uit            |
| Duitsland           | Martin Helmchen      | Piano      | uit            |
| Estland             | Vambola Krigul       | Percussie  | uit            |
| Finland             | Timo-Veikko Valve    | Cello      | gekwalificeerd |
| Frankrijk           | David Guerrier       | Trompet    | gekwalificeerd |
| Hongarije           | Ödön Rácz            | Contrabas  | gekwalificeerd |
| Ierland             | Rebecca Čápová       | Piano      | uit            |
| Letland             | Ieva Rūtentāle       | Dwarsfluit | uit            |
| Nederland           | Gwyneth Wentink      | Harp       | gekwalificeerd |
| Noorwegen           | David Coucheron      | Viool      | gekwalificeerd |
| Oostenrijk          | Martin Grubinger     | Percussie  | gekwalificeerd |
| Polen               | Stanisław Drzewiecki | Piano      | gekwalificeerd |
| Rusland             | Nikolaj Tokarev      | Piano      | gekwalificeerd |
| Slovenië            | Kristijan Kranjčan   | Cello      | uit            |
| Slowakije           | ?                    | ?          | uit            |
| Spanje              | Jelena Pogoszova     | Viool      | uit            |
| Verenigd Koninkrijk | Guy Johnston         | Cello      | uit            |
| Zwitserland         | Nathalie Amstutz     | Harp       | uit            |

## Wijzigingen

Deelnemende landen
Landen die zich niet voor de finale kwalificeerden
Landen die in het verleden deelgenomen hebben, maar dit jaar afwezig zijn

### Terugkerende landen
- België
- Frankrijk
- Hongarije
- Nederland
- Rusland

### Terugtrekkende landen
- Cyprus
- Griekenland
- Kroatië
- Portugal
- Zweden

## Trivia
- Jurylid Leif Ove Andsnes deed in 1988 zelf aan het festival mee. Hij werd toen tweede namens Noorwegen.

1982 · 1984 · 1986 · 1988 · 1990 · 1992 · 1994 · 1996 · 1998 · 2000 · 2002 · 2004 · 2006 · 2008 · 2010 · 2012 · 2014 · 2016 · 2018 · 2022 · 2024
Zie ook: Eurovisiedansfestival · Eurovisiesongfestival · Junior Eurovisiesongfestival · Eurovision Young Dancers · Eurovision Choir